# Skywest Airlines
Skywest Airlines – australijska regionalna linia lotnicza z siedzibą w Perth, w stanie Australia Zachodnia.

## Flota
Flota Skywest Airlines
- 8 Fokker 50
- 9 Fokker 100
- 1 Airbus A320